# Sumter County (Florida)
Das Sumter County ist ein County im Bundesstaat Florida der Vereinigten Staaten. Der Verwaltungssitz (County Seat) ist Bushnell.

## Geschichte
Das Sumter County wurde am 8. Januar 1853 aus Teilen des Marion County gebildet. Benannt wurde es nach General Thomas Sumter, einem Helden des amerikanischen Revolutionskrieges.

## Geographie
Das County hat eine Fläche von 1503 Quadratkilometern, wovon 90 Quadratkilometer Wasserfläche sind. Es grenzt im Uhrzeigersinn an folgende Countys: Lake County, Polk County, Pasco County, Hernando County, Citrus County und Marion County.
Das County wird vom Office of Management and Budget zu statistischen Zwecken unter dem Namen Wildwood–The Villages, FL Metropolitan Statistical Area geführt. Der Name bezieht sich auf den Ort The Villages, eine Gated Community im äußersten Nordwesten des Countys und mit rund 80.000 Einwohnern zugleich sein mit Abstand größter Ort.

## Demografische Daten

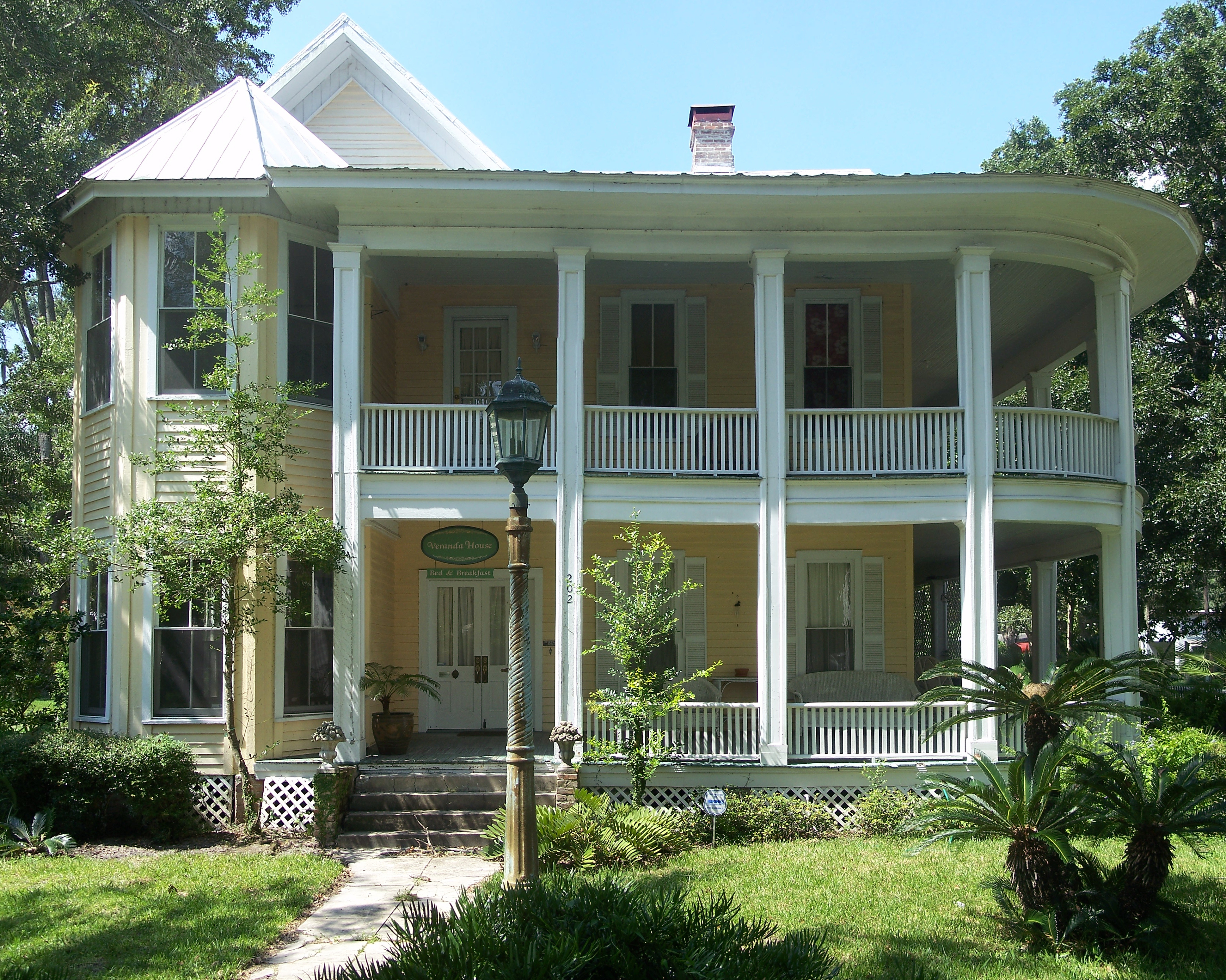
Thomas R. Pierce House, gelistet im NRHP

Nach der Volkszählung im Jahr 2010 lebten im Sumter County 93.420 Menschen in 53.387 Haushalten. Die Bevölkerungsdichte betrug 66,1 Einwohner pro Quadratkilometer. Ethnisch betrachtet setzte sich die Bevölkerung zusammen aus 86,6 % Weißen, 9,7 % Afroamerikanern, 0,4 % Indianern und 0,7 % Asian Americans. 1,5 % waren Angehörige anderer Ethnien und 1,1 % verschiedener Ethnien. 6,0 % der Bevölkerung bestand aus Hispanics oder Latinos.
Im Jahr 2010 lebten in 10,8 % aller Haushalte Kinder unter 18 Jahren sowie 63,6 % aller Haushalte Personen mit mindestens 65 Jahren. 70,4 % der Haushalte waren Familienhaushalte (bestehend aus verheirateten Paaren mit oder ohne Nachkommen bzw. einem Elternteil mit Nachkomme). Die durchschnittliche Größe eines Haushalts lag bei 2,04 Personen und die durchschnittliche Familiengröße bei 2,37 Personen.
10,1 % der Bevölkerung waren jünger als 20 Jahre, 13,6 % waren 20 bis 39 Jahre alt, 19,9 % waren 40 bis 59 Jahre alt und 56,2 % waren mindestens 60 Jahre alt. Das mittlere Alter betrug 63 Jahre. 52,0 % der Bevölkerung waren männlich und 48,0 % weiblich.
Das jährliche Durchschnittseinkommen eines Haushalts betrug 46.981 USD, dabei lebten 11,7 % der Bevölkerung unter der Armutsgrenze.
Im Jahr 2010 war englisch die Muttersprache von 91,25 % der Bevölkerung, spanisch sprachen 5,82 % und 2,93 % hatten eine andere Muttersprache.

## Kultur und Sehenswürdigkeiten

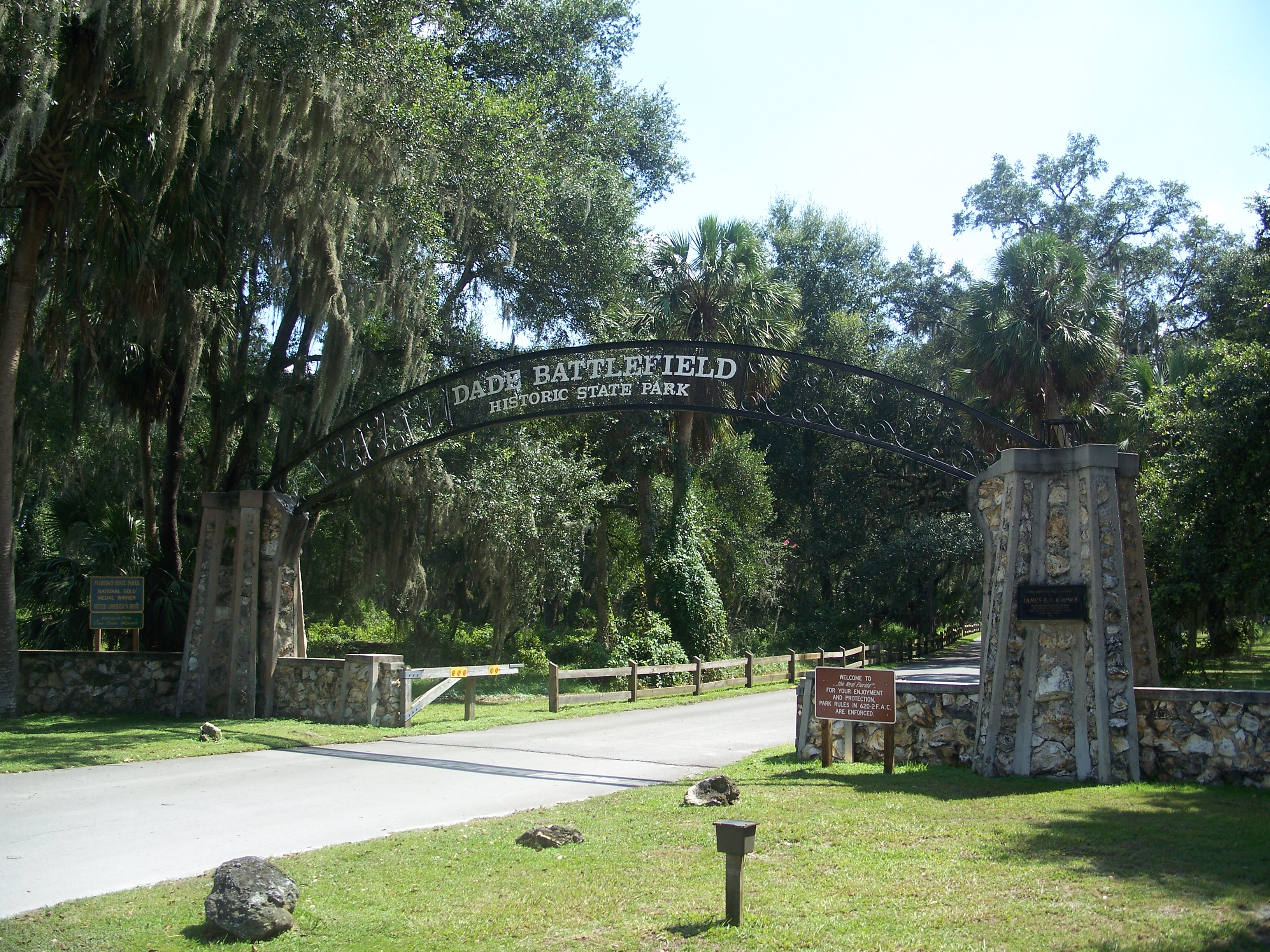
Eingang zum Dade Battlefield Historic State Park (2008). Dieser State Park erinnert an das Dade-Massaker im Dezember 1835, bei dem die Seminolen der United States Army eine vernichtende Niederlage beibrachten. Dieses Ereignis löste den zweiten Seminolenkrieg aus. Das Areal wurde im April 1972 in das NRHP eingetragen. Im November 1973 erhielt es den Status eines National Historic Landmarks zuerkannt.

Drei Bauwerke und Stätten im Sumter County sind im National Register of Historic Places („Nationales Verzeichnis historischer Orte“; NRHP) eingetragen (Stand 9. März 2023), das Thomas R. Pierce House, der Wild Cow Prairie Cemetery und das Dade Battlefield Historic Memorial, das außerdem den Status eines National Historic Landmarks („Nationales historisches Wahrzeichen“) hat.

## Weiterführende Bildungseinrichtungen
- Lake-Sumter Community College

## Orte im Sumter County
Orte im Sumter County mit Einwohnerzahlen der Volkszählung von 2010:
Cities:	
- Bushnell (County Seat) – 2.418 Einwohner
- Center Hill – 988 Einwohner
- Coleman – 703 Einwohner
- Webster – 785 Einwohner
- Wildwood – 6.709 Einwohner

Census-designated places:
- Lake Panasoffkee – 3.551 Einwohner
- The Villages – 51.442 Einwohner